# 773

## Evenimente
- septembrie 773-iunie 774: Asediul Paviei. Francii conduși de regele Carol cel Mare cuceresc orașul longobard Pavia, conduși de regele Desiderius.